# Вместе с отцами
Вместе с отцами - художественный фильм режиссёра Лазаря Френкеля об участии детей рабочих Западной Украины в революционной борьбе, снятый в 1932 году.
Премьера фильма состоялась 13 ноября 1932 года.

## Сюжет
Действие фильма происходит на Западной Украине, входившей в состав Польши. На кирпичном заводе рабочие тяжким трудом добывают средства к нищенскому существованию.
Учитель-коммунист Василишин организует на кирпичном заводе забастовку. Ему активно помогают два его ученика, два друга, Яць и Олег. 
Яць передает Олегу информацию о готовящемся налете жандармов на подпольное собрание рабочих. Олег спешит предупредить подпольщиков, но опаздывает и появляется на собрании одновременно с жандармами. На него падает подозрение в предательстве.
В темную дождливую ночь Олег с группой рабочих пытается перебраться через границу на территорию Советской Украины. Внезапно перед беглецами вырастают фигуры жандармов. Навстречу им бросается Олег, отвлекая внимание на себя. Рабочие спасены и Яць рассказывает им о подвиге друга, снимая с Олега обвинения в предательстве.

## Творческая группа
- Режиссёр и автор сценария - Лазарь Френкель
- Оператор - Юрий Вовченко
- Композитор - Глеб Таранов
- Художник - Семён Мандель[1]

## В ролях
- Петр Масоха - Василишин
- Алексей Ярмольский - Яць Поплюйко[2][3]
- Евгений Коханенко - Стах Поплюйко
- В. Дубровский - Олег Тургай
- Николай Пальников - пан Речинский
- Валентина Миронова - мать
- Габриэль Нелидов - Гаврила
- Григорий Долгов - учитель
- Михаил Гайворонский - лавочник
- Николай Чаров - жандарм